# ボホトニツァ
ボホトニツァ(ポーランド語: Bochotnica, [bɔxɔtˈnit͡sa])は、ポーランド, ルブリン県, プウァフスキ郡 (powiat puławski) にある村である。
ヴィスワ川の右に位置し、14世紀の城の跡が残っている。
座標: 北緯51度20分20秒 東経21度59分35秒 / 北緯51.33889度 東経21.99306度